# Nikki Einfeld
Nikki Einfeld (Winnipeg, 6 gennaio 1978) è un soprano canadese di coloratura.

## Biografia
È una ex alunna dei programmi Adler Fellowship (2004-05) e Merola Alumni con la San Francisco Opera. È stata gran finalista alle audizioni del consiglio nazionale del Metropolitan Opera 2006. Mentre era all'Adler Fellow con la San Francisco Opera, interpretò molti ruoli tra cui Mascha in La dama di picche di Pëtr Čajkovskij, Papagena in Il flauto magico, Serpina in La Serva Padrona di Giovanni Battista Pergolesi, il ruolo principale in Rita di Gaetano Donizetti e Pauline ne Il gabbiano.
È anche apparsa come Susanna ne Le nozze di Figaro (New Orleans Opera), La regina della notte in Il flauto magico con la Canadian Opera Company e come Adina nella produzione di L'elisir d'amore della Manitoba Opera. Come partecipante al rinomato Merola Opera Program, con la San Francisco Opera, la signora Einfeld si è esibita in The Medium di Gian-Carlo Menotti e Angelique di Jacques Ibert.
Altre apparizioni operistiche includono Rosina, in Il barbiere di Siviglia (Saskatoon Opera), Zerlina in Don Giovanni (Manitoba Opera), e Gretel in Hansel e Gretel di Humperdinck, (in tournée con Nuova). L'affinità di Nikki Einfeld per il repertorio di recital e concerti, comprende molte prime di opere del XX e del XXI secolo. Il suo prestigio nei concorsi include il primo premio al concorso nazionale di musica Eckhardt-Gramatee (2002), riconosciuto a livello internazionale, che ha portato a un tour delle principali comunità musicali del Canada in recital con il pianista collaboratore Shannon Hiebert. La signora Einfeld è stata anche vincitrice di diversi premi al 32º Concorso Nazionale CBC Radio-Canada per giovani interpreti (2003) e vincitrice del primo posto delle audizioni regionali del Pacifico della Metropolitan Opera (2005).